# Tephroseris palustris
Tephroseris palustris (жовтозілля болотяне як Senecio congestus (R.Br.) DC., жовтозілля арктичне як Senecio arcticus Rupr. (Tragopogon ucrainicus) — вид рослин з родини айстрових (Asteraceae), поширений у Європі, помірних областях Азії, Канаді й США.

## Опис
Багаторічна трав'яниста рослина 30–60 см завдовжки. Рослина залозисто запушена. Прикореневі листки не зібрані в розетку. Нижні стеблові листки коротко-черешкові, довгасто-ланцетні, виїмчасто-зубчасті або ж майже надрізані; середні — сидячі, напів-стебло-осяжні, виїмчасто-зубчасті; верхні — майже цілокраї. Суцвіття щитковидне. Язички світло-жовті, 7–9 мм довжиною, донизу відігнуті. Сім'янки голі, 1.5–2 мм довжиною, з 10 реберцями і чубчиком значно довшим від сім'янки.

## Поширення
Поширений у Європі, помірних областях Азії, Канаді й США.
В Україні вид зростає на заболочених і вологих луках, торфовищах — на Поліссі та в Лісостепу, звичайно; в Степу, рідко. Лікарська рослина.

## Галерея

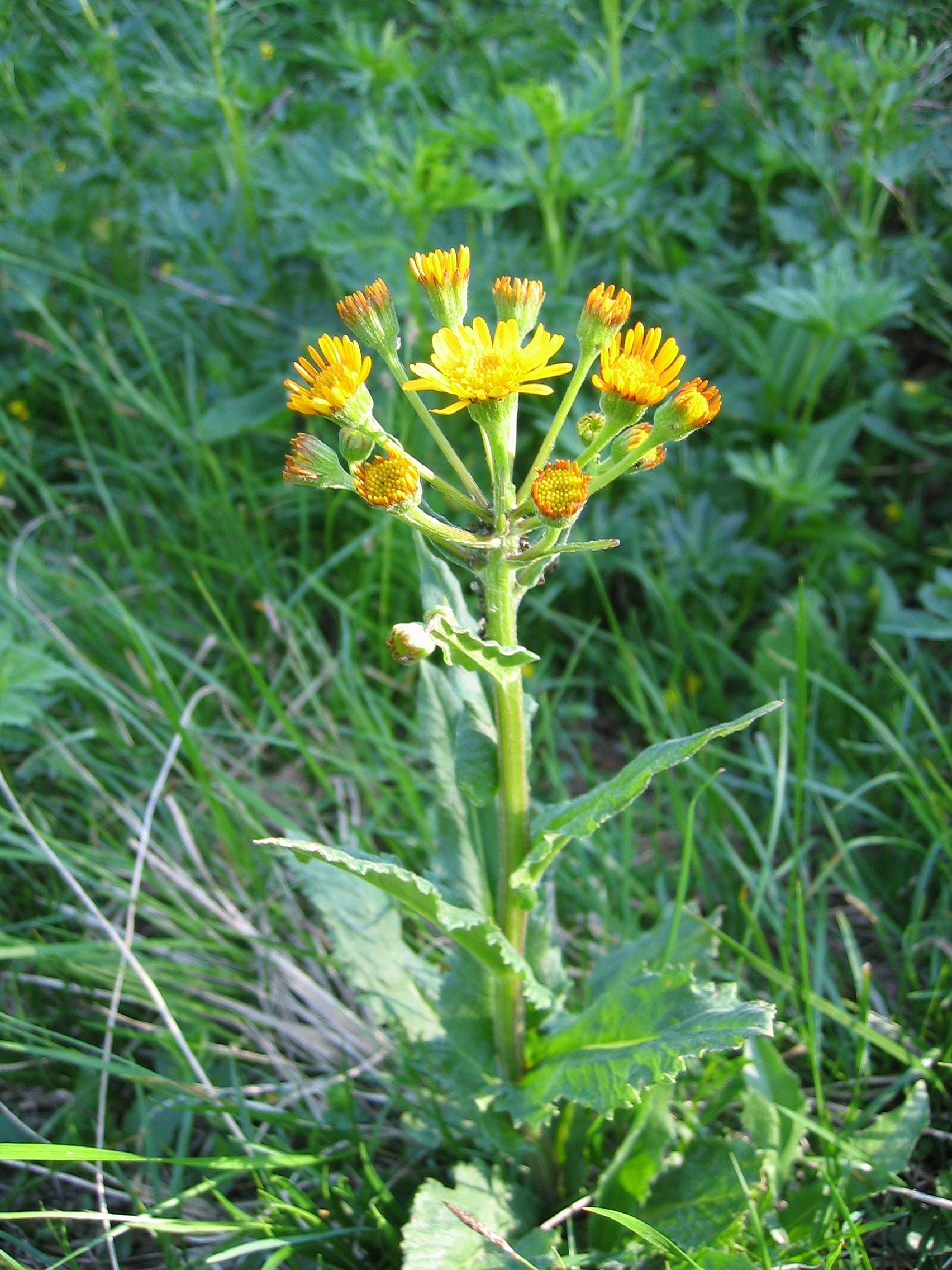
рослина у середовищі проживання
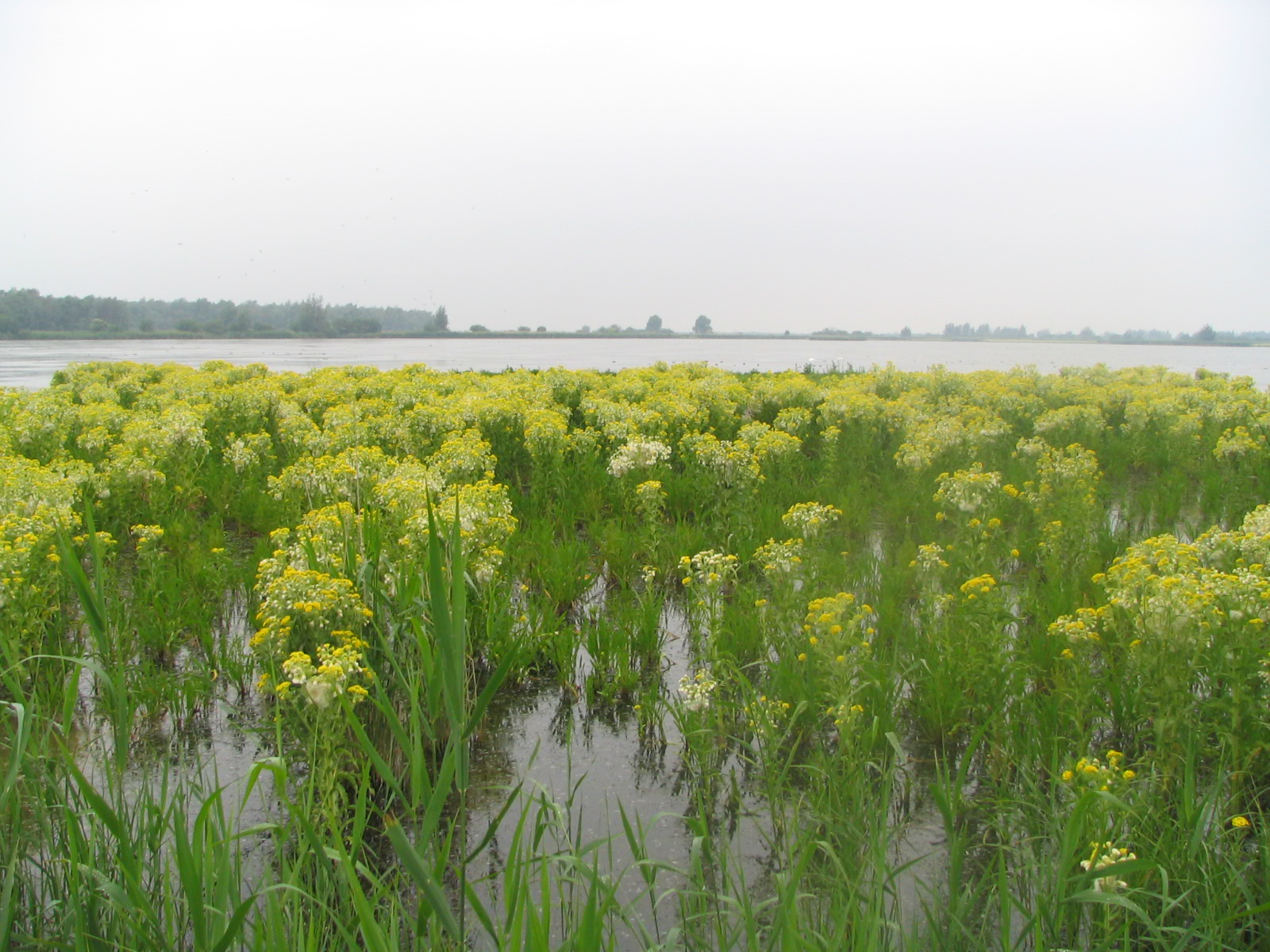
рослини у середовищі проживання
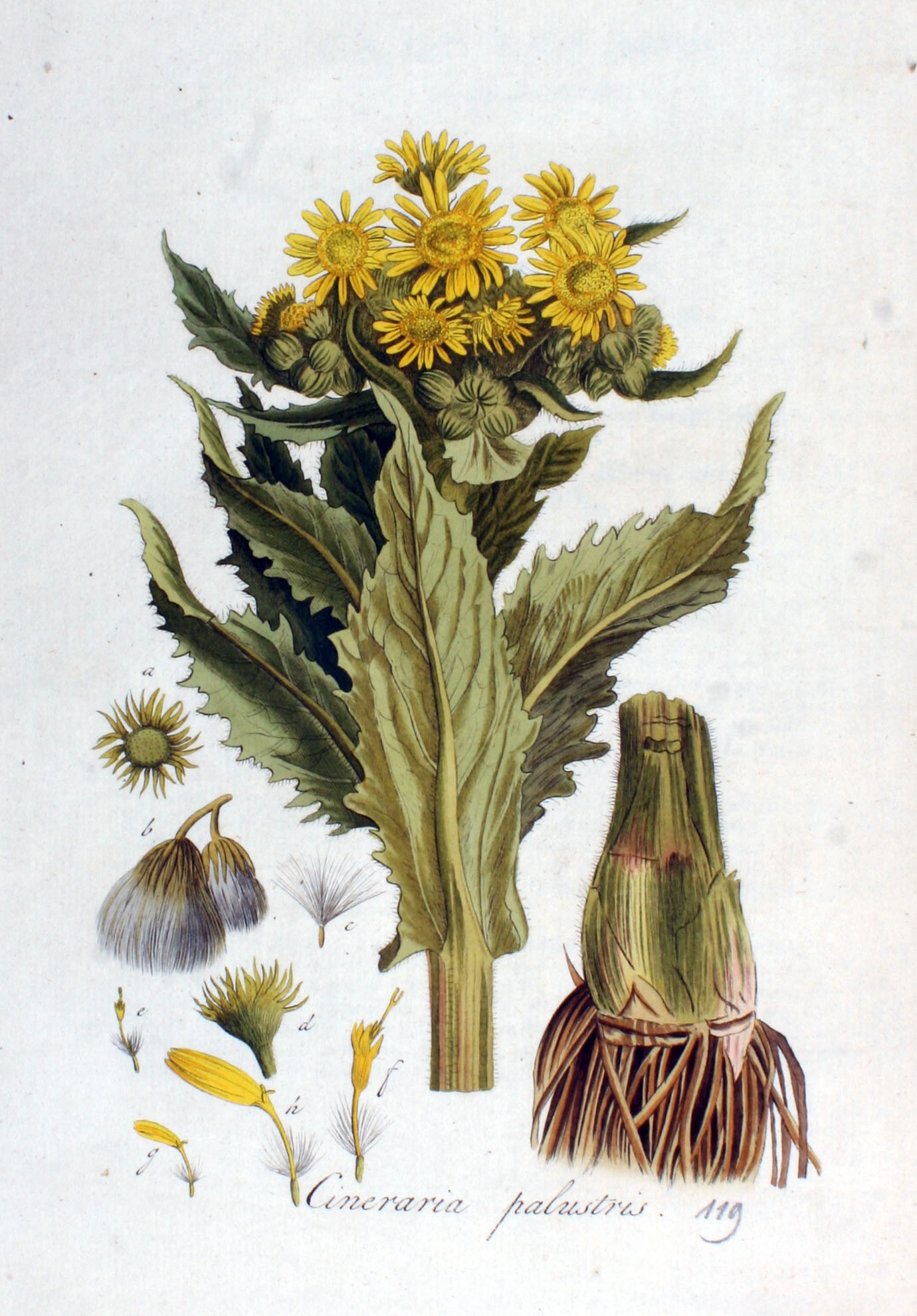
ілюстрація